# FC Chiasso
Az FC Chiasso svájci labdarúgócsapat Chiassóban. 1905-ben alapították. 1914 és 1923 közt az olasz élvonalban játszott.
A csapat 1948 és 1961 közt élte legsikeresebb időszakát, amikor a csapat feljutott a svájci első osztályba. Az 1950–51-es szezonban második, a következőben 3. helyen végeztek. 
A klub korábbi játékosai közt van a világbajnok José Alfatini és Gianluca Zambrotta, a spanyol gólkirály Oscar Massei, Otto Pfister, aki több afrikai válogatottnál is megfordult edzőként. Főleg külföldi játékosai ismertek a Ticino kantonbeli csapatnak, leghíresebb svájci játékosuk a 2014-es világbajnokságon is megforduló SSC Napoli-játékos Valon Behrami, aki juniorkorában játszott Chiassóban.
A klub hagyományos színei a piros és a kék.

## Sikerek
Swiss Super League
- Ezüstérmes (1): 1950–51
- Bronzérmes (2): 1951–52, 1957–58

## Jelenlegi keret
2014. június 26. szerint
| #  |     | Poszt | Név                          |
| -- | --- | ----- | ---------------------------- |
| 1  | ITA | K     | Andrea Guatelli              |
| 3  | SUI | V     | Michele Monighetti           |
| 5  | SUI | V     | Igor Djuric (csapatkapitány) |
| 7  | ARG | CS    | Gaston Magnetti              |
| 8  | SUI | KP    | Marco Franin                 |
| 10 | ESP | KP    | Mariano Hassell              |
| 11 | SUI | KP    | Dragan Mihajlovic            |
| 13 | SUI | V     | Nicolas Lüchinger            |
| 14 | ITA | KP    | Andrea Maccoppi              |

| #  |     | Poszt | Név                 |
| -- | --- | ----- | ------------------- |
| 15 | SUI | KP    | Sandro Reclari      |
| 18 | ITA | K     | Mirco Martinazzo    |
| 19 | SUI | V     | Antonio Felitti     |
| 20 | SUI | KP    | Eldin Muharemi      |
| 23 | ITA | V     | Mirko Quaresima     |
| 24 | MLI | KP    | Drissa Diarra       |
| 25 | FRA | KP    | Faicel Hanachi      |
| 34 | SUI | KP    | Alberto Regazzoni   |
| 55 | ITA | K     | Gianmarco Campironi |

## Híres játékosok
- Oscar Massei (1968–69)
- José Altafini (1976–79)
- Raffael (2003–05)
- Chupe (2007)
- Otto Pfister (1959–60)
- Thomas Beck (2003–05)
- Ayub Daud (2013–14)
- Valon Behrami (1997–2000)
- Gianluca Zambrotta (2013–2014)
- Mouhcine Iajour (2007–08)

## Magyar vonatkozás
A Budapest Honvéd csapata innen szerződtette a szomáliai Ayub Daudot 2013 nyarán. Egy évvel később a Honvédot hagyta el a Chiasso kedvéért a mali Drissa Diarra. Chupe a klub korábbi játékosaként játszott egy szezont a Kazincbarcikai SC-ben.

## Híres edzők
- Attilio Lombardo (2006–07)

## Fordítás
Ez a szócikk részben vagy egészben  a   FC Chiasso című angol Wikipédia-szócikk ezen változatának fordításán alapul.  Az eredeti cikk szerkesztőit annak laptörténete sorolja fel. Ez a jelzés csupán a megfogalmazás eredetét és a szerzői jogokat jelzi, nem szolgál a cikkben szereplő információk forrásmegjelöléseként.

## Külső hivatkozások
- Hivatalos weboldal Archiválva 2011. július 6-i dátummal a Wayback Machine-ben
- Zambrotta a Chiasso új edzője
- Zambrotta kinevezése